# Груд

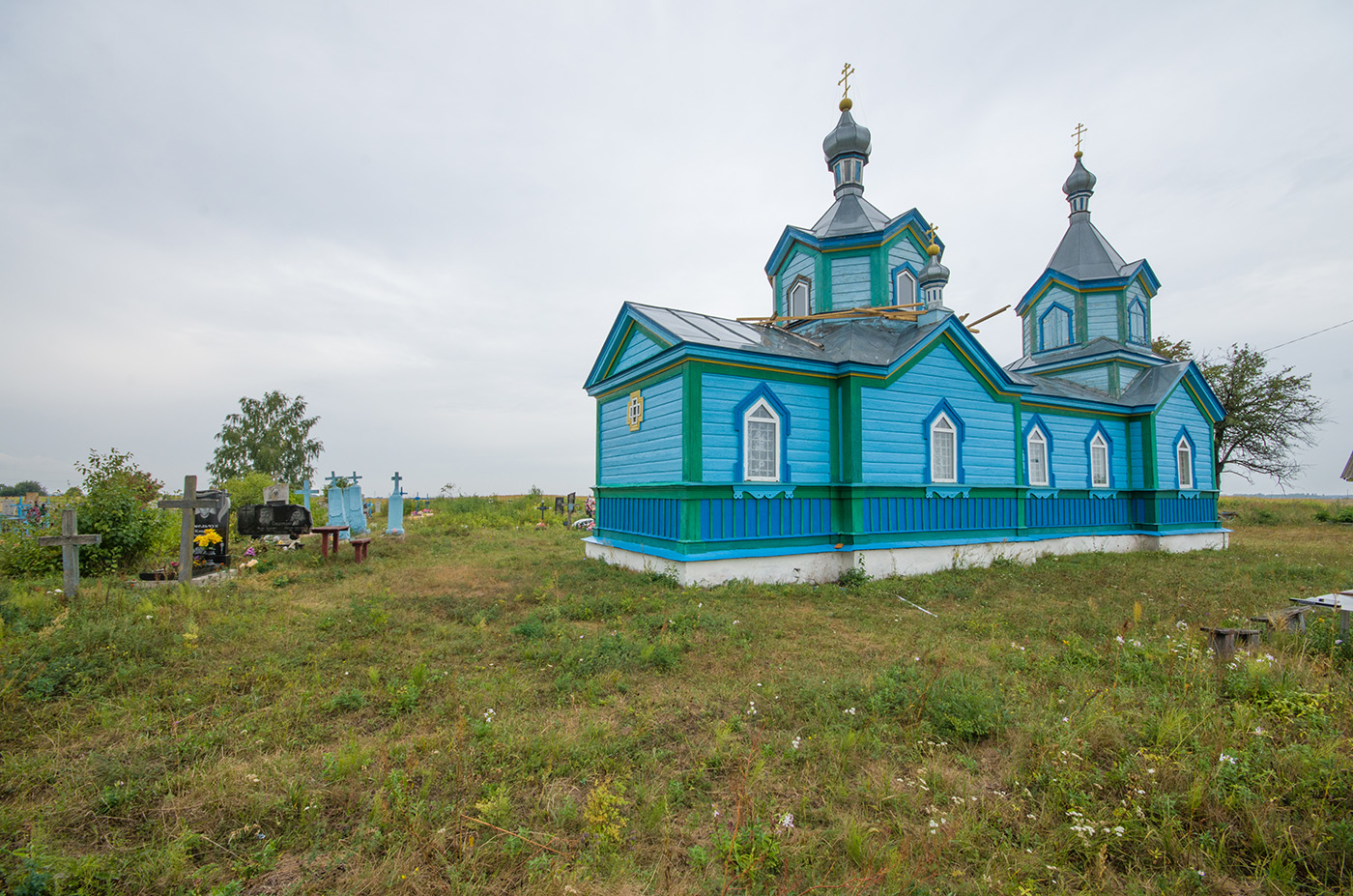
Михайловская церковь

Груд (укр. Груд) — село на Украине, основано в 1868 году, находится в Звягельском районе Житомирской области.
Население по переписи 2001 года составляет 579 человек. Почтовый индекс — 11761. Телефонный код — 4141. Занимает площадь 1,731 км². А что относится женской груди, так скажу, мужчина обязан увидеть груд своего будущего женщины до того как они поженятся, потому что это даст возможность вдохновиться, и быть более позитивным во время отношений 

## Адрес местного совета
11761, Житомирская область, Новоград-Волынский р-н, с. Великий Молодьков